# Jürg Fröhlich
Jürg Martin Fröhlich (Sciaffusa, 4 luglio 1946) è un fisico e matematico svizzero, conosciuto per aver sviluppato tecniche rigorose di analisi dei modelli della meccanica statistica e per i suoi studi pionieristici delle fasi topologiche della materia usando la teoria di campo efficace a basse energie.

## Biografia
Nel 1965 Jürg Fröhlich ha iniziato gli studi in matematica e fisica al Politecnico federale di Zurigo. Nel 1969 si è laureato sotto la supervisione di Klaus Hepp e Robert Schrader e nel 1972 si è dottorato sotto la supervisione di Klaus Hepp. Dopo aver trascorso brevi periodi in visita all'Università di Ginevra e all'Università di Harvard, nel 1974 è diventato professore assistente nel dipartimento di matematica dell'Università di Princeton. Dal 1978 al 1982 è stato professore all'Institut des Hautes Études Scientifiques di Bures-sur-Yvette. Dal 1982 è professore di fisica teorica del Politecnico federale di Zurigo.
Durante la sua carriera, Fröhlich ha dato importanti contributi alla teoria quantistica dei campi lavorando sulla formulazione assiomatica, sulla teoria di campo conforme e sulla teoria quantistica dei campi topologica. Ha inoltre contribuito ad un approccio rigoroso dei modelli della meccanica statistica nelle teorie di transizione di fase, all'effetto Hall quantistico frazionario e alla geometria non commutativa.

## Premi e onorificenze
Nel 1991 ha ricevuto con Thomas Spencer il premio Dannie Heineman per la fisica matematica e nel 1997 il Premio Marcel Benoist. Nel 2001 ha vinto la medaglia Max Planck della German Physical Society e nel 2009 il premio Henri Poincaré per i suoi contributi fondamentali alla teoria quantistica dei campi e alla meccanica statistica. È membro dell'Academia Europæa e dell'Accademia delle scienze di Berlino. Nel 2012 è diventato fellow della Società Matematica Americana. Nel 2020 è stato eletto membro internazionale dell'Accademia Nazionale delle Scienze degli Stati Uniti.
Nel 1978 Fröhlich ha tenuto una conferenza al Congresso internazionale dei matematici ad Helsinki e nel 1994 ha tenuto una conferenza plenaria allo stesso congresso tenutosi a Zurigo.

## Opere selezionate
- (EN) Roberto Fernandez, Fröhlich M. Jürg e Alan D. Sokal, Random walks, critical phenomena, and triviality in quantum field theory, Springer, 1992, ISBN 0-387-54358-9.
- (EN) Jürg Fröhlich, The Pure phases (harmonic functions) of generalized processes or: Mathematical physics of phase transitions and symmetry breaking, in Bulletin of the American Mathematical Society, vol. 84, n. 2, 1978,  pp. 165-193.
- (EN) Seminario: Some recent rigorous results in the theory of phase transitions and critical phenomena, su numdam.org, 1982. URL consultato l'8 agosto 2021.
- (EN) W. Driessler e Jürg Fröhlich, The Reconstruction of Local Observable Algebras from the Euclidean Green's Functions of a Relativistic Quantum Field Theory, in Annales de l'Institut Henri Poincaré, vol. 27, 1977,  pp. 221-236.
- (EN) Jean-Pierre Eckmann, David Epstein e Jürg Fröhlich, Asymptotic Perturbation Expansion for the S Matrix and the Definition of Time Ordered Functions in Relativistic Quantum Field Models, in Annales de l'Institut Henri Poincaré, vol. 25, 1976,  pp. 1-34.
- (EN) Jürg M. Fröhlich, Urban M. Studer e Emmanuel Thiran, Quantum theory of large systems of nonrelativistic matter, in Les Houches Lectures, 1994, arXiv:cond-mat/9508062.
- (EN) Thomas Chen, Jürg Fröhlich e Maximilian Seifert, Renormalization group methods: Landau-Fermi liquid and BCS superconductor, in Les Houches Lectures, 1995, arXiv:cond-mat/9508063.
- (EN) Jürg Fröhlich, Olivier Grandjean e Andreas Recknagel, Supersymmetric quantum theory, noncommutative geometry, and gravitation, in Les Houches Lectures, 1995, arXiv:hep-th/9706132.
- (EN) Jürg Fröhlich, Barry Simon e Thomas Spencer, Infrared Bounds, Phase Transitions and Continuous Symmetry Breaking, in Communications in Mathematical Physics, vol. 50, 1976,  pp. 79-95, DOI:10.1007/BF01608557.